# ایرباس هلیکوپترز اچ۱۷۵
ایرباس هلیکوپترز اچ۱۷۵ (به انگلیسی: Airbus Helicopters H175) یک بالگرد ساختِ کارخانهٔ ایرباس هلیکوپترز است. این بالگرد برای نخستین بار در ۱۷ دسامبر ۲۰۰۹ میلادی مورد استفاده قرار گرفت.

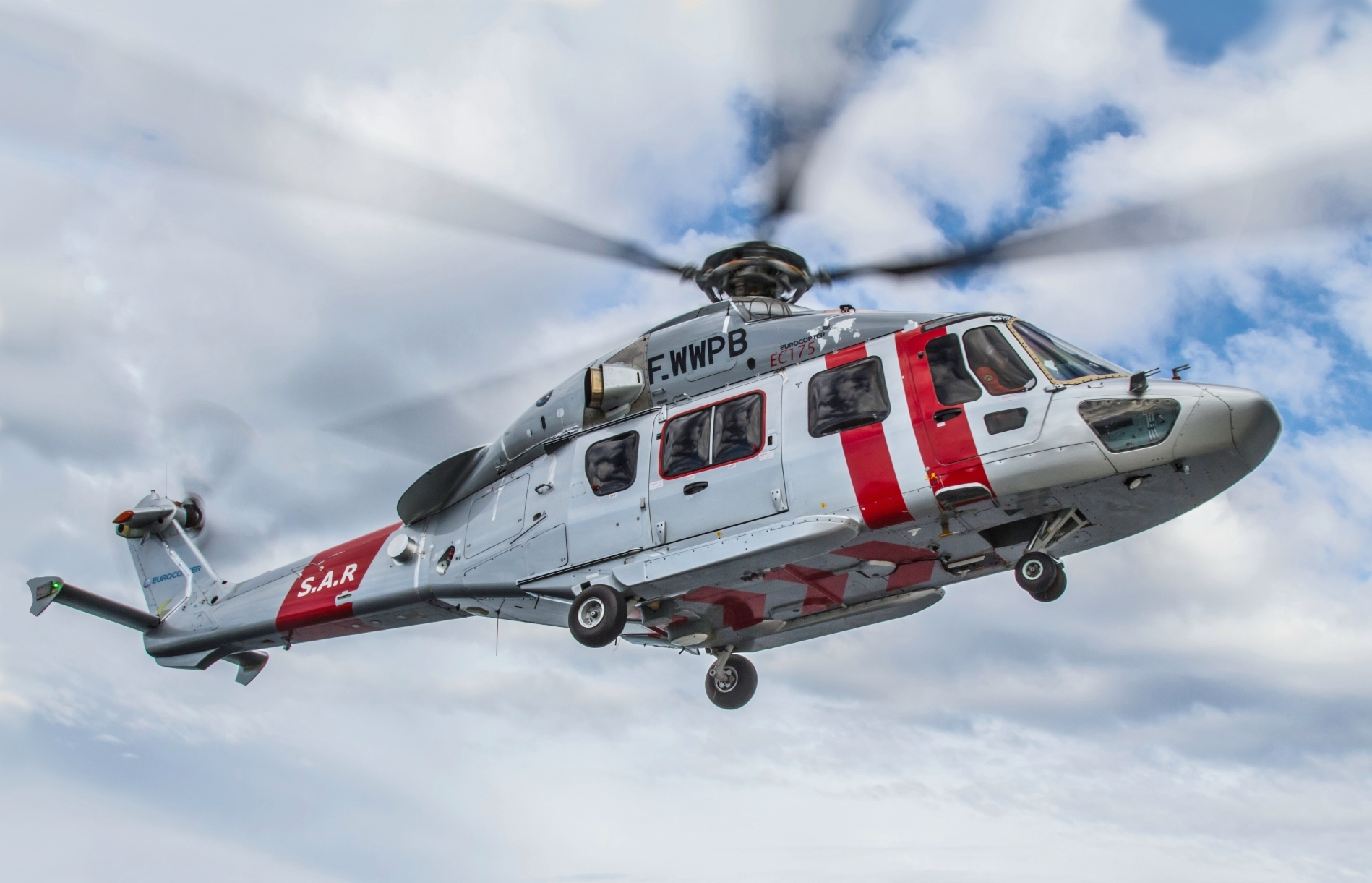